# Eva Simons
Eva Maria Simons (Amsterdam, 27 april 1984) is een Nederlandse zangeres, songwriter en producer. Nadat ze deel had uitgemaakt van de meidengroep Raffish brak ze in 2009 als solozangeres door met het nummer Silly Boy. Nummers als Policeman, This Is Love en Take Over Control waren allemaal wereldhits.

## Levensloop

### Persoonlijke achtergrond
Eva Simons is geboren en getogen in Amsterdam en komt uit een muzikale familie. Ze is de kleindochter van Johnny Meijer en de dochter van zangeres Ingrid Simons. Simons haalde haar havodiploma aan de Scholengemeenschap Huizermaat in Huizen. In 1995 was Simons als vragensteller te zien in een aflevering van Willem Wever waarin zij de filmset bezocht van Flodder 3.

### Popstars: The Rivals
Simons werd in 2004 bekend via het televisieprogramma Popstars: The Rivals. Zij werd bij de laatste selectieronde als vijfde verkozen om deel te mogen nemen aan de nieuwe meidengroep Raffish. In de zomer van 2005 verliet Simons Raffish om solo verder te gaan.

### Solocarrière
In juli 2009 kreeg Simons een internationaal platencontract aangeboden door EMI. Ze werd door de platenfirma opgemerkt, nadat haar nummer Silly Boy op YouTube verscheen en het nummer wereldwijde aandacht kreeg en door meer dan tien miljoen mensen werd beluisterd. In augustus 2009 werd de videoclip en de single van Silly Boy officieel uitgebracht. Eind september 2009 werd de single officieel wereldwijd uitgebracht.
In 2010 kwam haar volgende single uit, getiteld Take Over Control. Het nummer was geschreven door Eva Simons, Anthony Hamilton en producer/dj Afrojack. Het betrof officieel een single van Afrojack, waaraan Simons als meewerkend artiest meedeed. Take Over Control was haar eerste hit in Engeland: het behaalde de 24e plaats, terwijl het in Malta een top 5-hit werd en in de lijst van heel Europa tot nummer 105 kwam.
In 2011 verscheen Best night, een plaat waar Simons samen met Will.i.am en Goon Rock aan werkte en die verscheen op LMFAO's tweede studioalbum Sorry for party rocking. Het album piekte op plaats vijf in de US Billboard 200 en verkocht wereldwijd meer dan 1,4 miljoen exemplaren.
In 2012 kwam opnieuw een single uit genaamd I don't like you. Dit werd Simons' eerste solohit in Amerika. Het nummer werd een nummer 1-hit in de U.S Dance-hitlijst. De videoclip van het nummer kwam uit op 27 april 2012. Enkele weken later werd bekendgemaakt dat de tweede single van Will.i.ams album #willpower This Is Love ging heten. Later bevestigde hij dat dit een samenwerking ging worden met Simons. Op 25 mei 2012 kwam de videoclip uit voor de single This Is Love. Dit werd een nummer 1-hit in Engeland en belandde op plaats twee in Ierland. Het nummer zorgde voor Simons' wereldwijde doorbraak. Later in 2012 kwam het nummer Renegade uit.
In 2012 was Simons te zien als het voorprogramma van LMFAO en op diverse festivals in Europa en Amerika. Op 15 maart 2013 werd bekendgemaakt dat Simons in het voorprogramma van Beyoncé's wereldtournee, The Mrs. Carter Show World Tour, stond. Op 22 maart 2013 kwam haar single Chemistry uit.
In 2014 deed Simons als artieste mee aan The Hit. In dit programma krijgen onbekende songwriters de kans een mogelijke hit te schrijven voor bekende artiesten. Hieruit volgde de single Celebrate the rain. Het nummer behaalde de eerste plaats in de Nederlandse iTunes-charts. Op 28 april 2014 werd de officiële video van het nummer gepresenteerd via Spinnin' Records. Het betreft een internationale lancering.
Op 24, 29, 30 & 31 mei 2014 trad Simons als gastartiest op tijdens Toppers in Concert in de Amsterdam ArenA.
Op 10 april 2015 kwam het nummer Policeman uit. Dit is een samenwerking met Sidney Samson en zanger Konshens. In november 2015 verscheen haar nieuwe single Bludfire ook in samenwerking met Sidney Samson.
In 2016 en 2017 was Simons te zien als jurylid in het televisieprogramma Idols. Het programma was te zien op RTL 5.
Juni 2016 kwam er een nieuwe single uit, met Samson, genaamd Escape From Love. Eind juli 2016 werkte ze mee aan de single van Richard Orlinski, HeartBeat, in Frankrijk werd dit een nummer 1-hit.
In 2017 bracht ze 2 nummers uit. In juli kwam Guaya (geproduceerd door Boaz van de Beatz) en in november kwam Avalon (die geproduceerd was door Nightwatch). In de videoclips was Eva te zien in/met veel verschillende stijlen en haar.
Begin 2018 kwam Simons' single The One uit. Ook deed ze mee aan de single van dj Made In June: One + One. In augustus was ze te zien in de podcast Nandoleaks.
In 2023 was Simons een van de deelnemers aan het 23e seizoen van het RTL 4-programma Expeditie Robinson, ze viel als negende af en eindigde daarmee op de twaalfde plaats. In 2025 vertolkte Simons de rol van Maria in The Passion.

## Discografie

### Singles
| Single met eventuele hitnotering(en) in de Nederlandse Top 40 | Datum van verschijnen | Datum van binnenkomst | Hoogste positie | Aantal weken | Opmerkingen                                              |
| ------------------------------------------------------------- | --------------------- | --------------------- | --------------- | ------------ | -------------------------------------------------------- |
| Silly Boy                                                     | 03-08-2009            | 26-09-2009            | 13              | 7            | Nr. 32 in de Single Top 50                               |
| Take Over Control                                             | 2010                  | 21-08-2010            | 12              | 12           | met Afrojack / Nr. 12 in de Single Top 100               |
| I don't like you                                              | 26-03-2012            | 02-06-2012            | tip16           | -            |                                                          |
| This Is Love                                                  | 28-05-2012            | 14-07-2012            | 1(1wk)          | 23           | met will.i.am / Nr. 2 in de Single Top 100 / Alarmschijf |
| Chemistry                                                     | 2013                  | 20-04-2013            | 28              | 5            | Nr. 76 in de Single Top 100 / Alarmschijf                |
| Celebrate the rain                                            | 2014                  | 08-03-2014            | tip7            | -            | met Sidney Samson / Nr. 23 in de Single Top 100          |
| Policeman                                                     | 2015                  | 16-05-2015            | 10              | 20           | met Konshens / Nr. 7 in de Single Top 100                |
| Bludfire                                                      | 2015                  | 12-12-2015            | 30              | 7            | met Sidney Samson / Nr. 60 in de Single Top 100          |
| Escape From Love                                              | 2016                  | 11-06-2016            | tip20           | -            | met Sidney Samson                                        |
| The One                                                       | 2018                  | 14-04-2018            | tip11           | -            |                                                          |

| Single met hitnotering(en) in de Vlaamse Ultratop 50 | Datum van verschijnen | Datum van binnenkomst | Hoogste positie | Aantal weken | Opmerkingen          |
| ---------------------------------------------------- | --------------------- | --------------------- | --------------- | ------------ | -------------------- |
| Silly Boy                                            | 2009                  | 10-10-2009            | tip12           | -            |                      |
| Take Over Control                                    | 2010                  | 25-09-2010            | tip7            | -            | met Afrojack         |
| This Is Love                                         | 2012                  | 14-07-2012            | 1(2wk)          | 21           | met will.i.am / Goud |
| Policeman                                            | 2015                  | 27-06-2015            | 5               | 21           |                      |

### Overige nummers
- Avalon (2017)
- Bludfire (2015)
- Policeman (2015)
- "Renegade" (2012)
- I Want Your Back (As Cooper) (2000)
- I Believe In Love (As Cooper) (2000)

### Samenwerkingsprojecten
- "Bulletproof" (Doctor P met Eva Simons) (2012)
- "This Is Love" (Will.i.am met Eva Simons) (2012)
- "Pass Out" (Chris Brown met Eva Simons) (2009)
- "What Do They Know" (Roll Deep met Eva Simons) (2010)
- "Take Over Control" (Afrojack met Eva Simons) (2010)
- "Mr & Mrs Smith" (M. Pokora met Eva Simons) (2010)
- "Pressure In The Club" (DJ Snake met Eva Simons) (2010)
- "Best Night" (LMFAO, Will.i.am en GoonRock met Eva Simons) (2011)